# Байкал (Нурімановський район)
Байка́л (рос. Байкал, башк. Байкал) — присілок у складі Нурімановського району Башкортостану, Росія. Входить до складу Нікольської сільської ради.
Населення — 77 осіб (2010; 76 у 2002).
Національний склад:
- марійці — 80 %